# ألكسندر دي كرو
ألكسندر دي كرو (ولد في 3 نوفمبر عام 1975) هو سياسي ورجل أعمال بلجيكي شغل منصب رئيس وزراء بلجيكا منذ أكتوبر 2020.
ولد دي كرو في فيلفورد، برابانت فلاماند، ودرس هندسة الأعمال في الجامعة الحرة في بروكسل قبل أن يحصل على ماجستير في إدارة الأعمال في جامعة نورث وسترن. عمل في مجموعة بوسطن الاستشارية قبل أن يبدأ شركته الخاصة، دارتس آي بي، في عام 2006. انخرط دي كرو مع الحزب السياسي البلجيكي الليبراليين والديمقراطيين الفلمنكيين المنفتحين (أوبن في إل دي) الذي كان رئيسًا لحزب إدارته من عام 2009 إلى عام 2012. وفي الفترة من 2012 إلى 2020، عمل دي كرو في حكومات إليو دي روبو، وتشارل ميشيل، وصوفي ويلميس كنائب لرئيس وزراء بلجيكا.
خلال فترة توليه منصب نائب رئيس الوزراء، شغل منصب وزير الرواتب التقاعدية من 2012 إلى 2014، ووزير التعاون الإنمائي من 2014 إلى 2020، ووزير المالية من 2018 إلى 2020. في 1 أكتوبر 2020، بمرور أكثر من عام بعد الانتخابات الفيدرالية لعام 2019، تشكلت حكومة دي كرو لتحل محل حكومة الأقلية لويلميس، ليكون دي كرو رئيسًا للوزراء.

## النشأة والمهنية
ولد ألكسندر دي كرو في 3 نوفمبر 1975 في فيلفورد في برابانت فلاماند، بلجيكا، وكان واحد من طفلين لوالديه السياسي ووزير الدولة هيرمان دي كرو وزوجته فرانسواز ديسجين. في عام 1993، التحق بالجامعة الحرة في بروكسل حيث تخرج في عام 1998 في هندسة الأعمال. التحق بجامعة نورث وسترن في إيفانستون، إلينوي في عام 2002، وحصل على ماجستير إدارة الأعمال في كلية كيلوج للإدارة في عام 2004. قبل مسيرته السياسية، أصبح دي كرو قائد مشروع في مجموعة بوسطن الاستشارية في 1999. في عام 2006 أسس شركة جديدة تسمى دارتس آي بي والتي تخصصت في تقديم الخدمات لمحترفي الملكية الفكرية.

## بداية الحياة السياسية
في عام 2009، شارك دي كرو لأول مرة في السياسة، وخاض الانتخابات الأوروبية لعام 2009. حصل على أكثر من 47 ألف صوت. في 26 أكتوبر، أصبح دي كرو مرشحًا لرئاسة حزبه السياسي، الليبراليون والديمقراطيون الفلمنكيون المنفتحون (أوبن في إل دي)، خلفًا لرئيس الحزب الانتقالي، جاي فيرهوفشتات. اختار فنسنت فان كويكنبورن وباتريشيا سيسينز ليكونا زملاءه في الترشح للتنافس ضد مارينو كولين وجويندولين روتن. وفي 12 ديسمبر انتخب رئيسًا في الجولة الثانية بأغلبية 11676 صوتًا. حصل مارينو كولين على 9614 صوتًا. كان انتخابه أمرًا رائعًا لأنه لم يكن لديه أي خبرة سابقة كسياسي. نظرًا لأن والده كان سياسيًا، فإن غير السياسيين سمو ذلك هذه محسوبية.